# عبد الله عطية
عبد الله عطية الزهراني (مواليد 7 ديسمبر 1996) هو لاعب كرة قدم سعودي لعب سابقاً في نادي قلوة.